# El mundo perdido (película de 1992)
El mundo perdido (título original en inglés: The Lost World ) es una película de ciencia ficción de 1992 dirigida por Timothy Bond y muy vagamente basada en la novela de Arthur Conan Doyle, El mundo perdido, esta última publicada por primera vez en 1912.

## Reparto
| Actor               | Personaje           |
| ------------------- | ------------------- |
| John Rhys-Davies    | Challenger          |
| David Warner        | Professor Summerlee |
| Eric McCormack      | Edward Malone       |
| Nathania Stanford   | Malu                |
| Darren Peter Mercer | Jim                 |
| Tamara Gorski       | Jenny Nielson       |
| Sala Came           | Dan                 |
| Fidelis Cheza       | Chief Palala        |
| John Chinosiyani    | Toverdokter         |
| Innocent Choda      | Pujo                |
| Brian Cooper        | Politieman          |
| Charles David       | Mojo Porter         |
| Kate Egan           | Kate Crenshaw       |
| Mike Grey           | Mojo Porter         |
| Robert Haber        | Maple White         |